# Rhysodesmus depressus
Rhysodesmus depressus är en mångfotingart som beskrevs av Loomis 1966. Rhysodesmus depressus ingår i släktet Rhysodesmus och familjen Xystodesmidae. Inga underarter finns listade i Catalogue of Life.